# Pavla Kapitánová
Pavla Kapitánová (22. února 1970 Teplice – 22. července 2007) byla česká zpěvačka vystupující v muzikálech a autorka recitálů komponovaných ze šansonů s bluesovým podbarvením.

## Osobní život
Narodila se roku 1970 v Teplicích. Rodina se poté přestěhovala do Dobřan u Plzně. Vystudovala Střední pedagogickou školu ve Stříbře, ale přitahoval ji zpěv. Rozhodla se věnovat se hudbě profesionálně, a proto se přestěhovala do Prahy. Vystudovala Konzervatoř Jaroslava Ježka v Praze.
Na přelomu 80. a 90. let působila v kapelách GIOM, Backet a formaci Jazz Standard Plzeň. Od 90. let byla angažována v menších rolích pražských muzikálových představeních Jesus Christ Superstar, Vlasy, Rusalka, Apokalypsa, Johanka z Arku, Cats a Elixír. Se zpěvákem a producentem Alešem Brichtou natočila album Nevěřím. Později spolupracovala se skupinou Krutnava okolo Karla Šůchy. Vystupovala také v klubech s cover-kapelou. V letech 2004–2007 zpívala v koncertním programu Tribute to Jimi Hendrix a Janis Joplin s kapelou The Fastbirds. Příležitostně vystupovala se zájezdovou verzí muzikálu Vlasy. Skladatel a klavírista Jakub Zahradník pro ni psal šansony, se kterými vystupovali v letech 2000–2007 v Česku, Německu a dalších zemích. Ke spolupráci ji po čase přizval opět Aleš Brichta, s nímž se podílela na jeho řadě Legendy.
Zemřela 22. července 2007 při dopravní nehodě tří vozidel na 13,5 kilometru dálnice D8 ve směru na Prahu, když se vracela z rumburského koncertu. Druhou obětí se stala spolujezdkyně. Tato událost přervala její plány na repertoár s vlastní kapelou. V době úmrtí měla roční dceru Marii. Pochována je na dobřanském hřbitově.

## Diskografie
- Nevěřím (debutové sólové album, 1996, Popron Music)
- Písničky veselý o smutným životě (se skupinou Krutnava, 1999, Anne Records)
- Život sám (s J. Zahradníkem, maxisingl, 2002, Pagat Ultimo Musical Productions)
- The Alchemy of Life (s J. Zahradníkem, CD + kniha obsahující texty, 2004, Bibi Tonträger + Verlag, Norimberk)
- Legendy 2 (Aleš Brichta, Pavla Kapitánová a hosté, coververze známých rockových písní, 2004, Popron)
- Dvakrát o lásce (s J. Zahradníkem, singl, 2007, PUMP,)
- Pouť přes vyhnanství / Exile Street (s J. Zahradníkem, CD, 2007, František Rychtařík)